# Thiene
Thiene är en ort och kommun i provinsen Vicenza i regionen Veneto i Italien. Kommunen hade 24 434 invånare (2018).